# コブクザクラ
コブクザクラ（子福桜、学名：Cerasus 'Kobuku-zakura' Ohwi）はバラ科サクラ属のサクラで、シナミザクラとエドヒガンの交雑種と推定される。最大の特徴は、コバザクラ（フユザクラ）、シキザクラ、ジュウガツザクラなどと同じく二季咲きで、広義の冬桜の一つであることである。
樹形は球状で樹高は亜高木、八重咲きの小輪の白い花を咲かせ、東京基準の花期は春の4月上旬と秋から冬にかけての10月から12月頃。花一輪につき1～3個のサクランボがなることが名前の由来である。花期と八重咲きの特徴の類似からジュウガツザクラと混同されている事例がある。